# Relațiile dintre România și NATO
Organizația Tratatului Atlanticului de Nord este în prezent principalul garant al securității României, în cadrul relației strategice transatlantice cu Statele Unite ale Americii, care asigură coerență și consistență acțiunilor Alianței. România s-a alăturat Alianței la 29 martie 2004, în urma summitului NATO de la Praga din noiembrie 2002. Calitatea de membrul al NATO, alături de Parteneriatul Strategic cu Statele Unite ale Americii și calitatea de membru al Uniunii Europene constituie în prezent baza politcii externe a României.
Statul român găzduiește actual o serie de structuri, sisteme și forțe NATO, participă cu trupe și mijloace militare la operațiuni și misiuni ale Alianței prin implicare în anumite teatre de operații, contribuie la măsuri de consolidare a prezenței avansate a acesteia⁠(en)[traduceți] pe flancul său estic și asistă state partenere, în ce privește eforturile comune de creștere a capacităților de reziliență, apărare și sprijin.
Reprezentarea țării în cadrul Alianței este asigurată de Delegația României la NATO. În prezent, România urmărește  consolidarea conceptuală și operațională a profilului său în cadrul alianței din care face parte.
În fiecare an, în prima duminică a lunii aprilie se sărbătorește „Ziua NATO în România”.

## Istoria relațiilor bilaterale

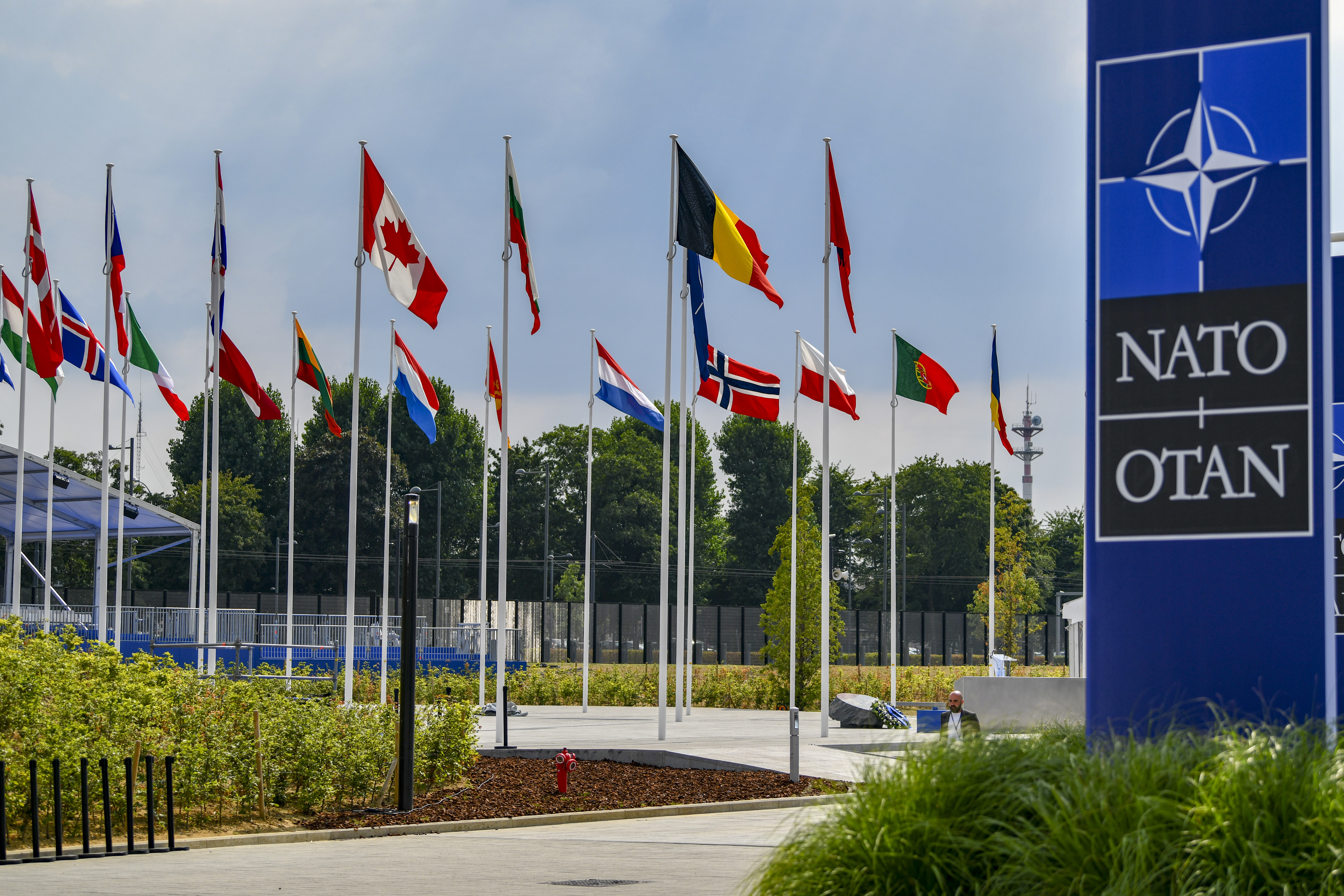
Steaguri ale membrilor Alianței la Cartierul General al NATO de la Bruxelles

Statul român a primit invitația de a deschide negocierile de aderare la Alianță în anul 2002 la Summitul de la Praga⁠(en)[traduceți] împreună cu Bulgaria, Estonia, Letonia, Lituania, Slovacia și Slovenia.
România a devenit membru al Organizației Tratatului Atlantincului de Nord, odată cu depunerea instrumentului de aderare la organizație la Departamentul de Stat al Statelor Unite ale Americii la Washington, D.C., la 29 martie 2004. Ceremonia de ridicare a drapelului României la sediul NATO⁠(en)[traduceți] a avut loc la 2 aprilie 2004.
În 1999, România a acordat NATO accesul nerestrictiv în spațiul aerian al României pentru desfășurarea Operațiunii Forțelor Aliate, în cadrul căreia au fost bombardate ținte strategice din Republica Federală Iugoslavia.

## Unitatea de Integrare a Forțelor NATO
Unitatea de Integrare a Forțelor NATO  din România (în engleză NATO Force Integration Unit Romania, acronim ROU NFIU) este o structură de comandament militar multinațional pe teritoriul României și reprezintă unul dintre cele 8 comandamente⁠(de)[traduceți] similare existente pe Flancul Estic al organizației, care fac legătura dintre organizație și țările gazdă. Rolul acestor unități este acela de a oferi sprijin, astfel încât forțele NATO să ajungă la destinație și să fie pregătite pentru misiunile încredințate.
Rolul său este astfel facilitator în ce privește primirea, staționarea, pregătirea și coordonarea forțelor militare ale NATO, urmând apoi să le asiste în ce privește integrarea acestora alături de partenerii din Alianță și de forțele militare ale țării gazdă, astfel încât misiunea lor să fie îndeplinită.

### Istoric
Decizia de înființare a 6 comandamente de acest tip (în Bulgaria la Sofia, în Estonia la Tallin, în Letonia la Riga, în Lituania la Vilnius, în Polonia la Bydgoszcz și Romania la București) a fost luată la summitul NATO din septembrie 2014 din Țara Galilor⁠(en)[traduceți] (unde a fost aprobat Planul de Reacție Rapidă la NATO, în engleză Readiness Action Plan, acronim RAP), având calitatea de răspuns al NATO la schimbările din mediul de securitate și în ce privește amenințările venite dinspre estul și dinspre sudul continentului european. Sarcina stabilirii locațiilor a aparținut Consiliului Nord Atlantic⁠(en)[traduceți].
Unitatea din România fost inaugurată la data de 2 iulie 2015 (1 septembrie 2015 după o altă sursă, odată cu celelalte 5 menționate mai sus), atingându-și nivelul de capabilitate prevăzută în luna iunie 2016, anterior de summitului NATO de la Varșovia⁠(en)[traduceți] (ultimele 2 comandamente, cel din Ungaria de la Székesfehérvár și cel din Slovacia de la Bratislava au fost activate la 1 septembrie 2016).

### Structură
Se află localizată în București și schema sa de personal (similară celorlalte unități de acest tip) include 40 de posturi, din care 20 sunt atribuite țării gazdă și 20 aliaților din NATO, pe bază rotațională. În structura unității din România se află ofițeri, maiștrii militari și subofițeri specialiști dintr-un total de 12 state contributoare, incluzând România: Albania, Bulgaria, Germania, Grecia, Marea Britanie, Polonia, Spania, Portugalia, Statele Unite ale Americii, Turcia, Ungaria.
Se subordonează Comandantului Suprem al Forțelor Aliate din Europa împreună cu celelealte unități similare, operațional prin intermediul Comandamentului Corpului Multinațional de Sud-Est al NATO (care comandă și Unitatea de Integrare a Forțelor NATO din Bulgaria), la rândul lui subordonat Comandamentului Forțelor Întrunite ale NATO de la Napoli⁠(en)[traduceți].
Plata personalului este asigurată de către fiecare dintre națiunile care îl desfășoară, în timp de costurile de construcție și de întreținere ale clădirilor în care se desfășoară activitățile unității sunt suportate de țara gazdă. Există și costuri acoperite de finanțarea comună a Aliaților, precum, de exemplu, cel al echipamentelor deținute în mod colectiv.

### Rol
În context, NFIU România reprezintă o prezență permanentă a Alianței pe teritoriul României, dar nu este o bază militară și nu are unități militare la dispoziție.
Are un rol coordonator, în cooperare cu țara gazdă, în ce privește dislocarea rapidă a forțelor NATO cu un nivel de reacție foarte ridicat (engleză Very High Readiness Joint Task Force, acronim VJTF) și a altor elemente ale Forței de Răspuns a NATO⁠(en)[traduceți], pe teritoriul acesteia. Unitatea trebuie să identifice nevoile logistice și de transport existente ale respectivelor forțe, astfel încât dislocarea lor să poată fi făcută în timp foarte scurt, la nevoie.
Unitatea intervine și în sprijinirea operațiunilor legate de planificarea și exersarea activării articolului V al Tratatului Atlanticului de Nord, precum și în ce privește asigurarea coerenței acestora, în raport cu planificarea apărării naționale a României. De asemenea, coordonează și asistă exercițiile și antrenamentele militare multinaționale, pe teritoriul României și acordă sprijin, acolo unde este cazul, altor operațiuni ale NATO agreate de țara gazdă. Sprijină și măsurile militare asiguratorii în curs de desfășurare, inclusiv pregătirea necesară primirii, integrării și susținerii operaționale a unităților de lupăt și de asistență pentru luptă.

## Detașamentul NATO de Contrainformații
Detașamentul NATO de Contrainformații de la București (în engleză ACCI BUCHAREST DETACHMENT – BuDET reprezintă o structură de contraspionaj a Organizației Tratatului Atlanticului de Nord, care, își desfășoară activitatea în Garnizoana București pe lângă Comandamentul Multinațional de Divizie Sud-Est al NATO de la București.
Înființarea acestuia a fost inclusă în pachetul de măsuri decis la Summitul NATO de la Varșovia din 2016⁠(en)[traduceți], care a avut ca scop asigurarea Prezenței Înaintate Adaptate pe flancul sud-estic al NATO și a stipulat crearea unor structuri de comandă și contral ale NATO pe teritoriul României.
Detașamentul se subordonează Comandamentului Aliat pentru Contrainformatii (în engleză Allied Command Counterintelligence, acronim ACCI)

## Centrul de Excelență NATO în domeniul HUMINT
Centrul de Excelență NATO în domeniul HUMINT (în engleză NATO HUMINT Centre Of Excellence) din Oradea este Centru de Excelență (acronim în engleză COE) internațional al Organizației Tratatului Atlanticului de Nord, cu obiect de activitate în domeniul obținerii de informații din surse umane⁠(en)[traduceți] (în engleză Human Intelligence – HUMINT).

### Istoric
Centrele de Excelență ale NATO reprezintă entități organizaționale militare naționale sau multinaționale ce nu fac parte din structura sa de comandă și pot oferi expertiză și experiență recunoscută în sprijinul Alianței, în special în sprijinul transformării acesteia.
România și-a depus candidatura, în calitate de națiune-cadru pentru înființarea unui astfel de centru în domeniul informațiilor din surse umane, în anul 2005, candidatura având sprijinul Direcției de Informații Militare din cadrul Direcției Generale de Informații a Apărării (DGIA). La 16 decembrie 2009 au fost semnate la Norfolk, SUA, documentele privind înființarea centrului, de către națiunile participante.
Acesta a fost înființat ulterior, având ca bază legală Decizia nr. 12 din 26 Iunie 2008 a Parlamentului României. și statut de organizație internațională. Inaugurarea centrului a avut loc la 16 martie 2010.
În timp, acesta s-a poziționat ca lider de opinie și principală sursă de expertiză, pe segmentul său de acțiune, în cadrul NATO, iar în anul 2015 a fost desemnat de către Comitetul Militar NATO⁠(en)[traduceți] ca și department head pentru educația și instruirea în domeniul HUMINT, în cadrul Alianței.

### Rol
Rolul său este reprezentat de furnizarea unui punct de referință în cadrul NATO, în ce privește activitățile de educare și instruire,  precum și de dezvoltare de politici și proceduri standardizate în domeniul HUMINT. De asemenea, trebuie să sprijine Alianța în procesul de conturare a evoluției capabilităților sale, în cadrul aceluiași domeniu.
Cursurile de pregătire pentru misiuni în domeniul culegerii de informații, adresate militarilor, au fost prevăzute să dureze între 5 zile și 4 săptămâni. Aceste cursuri sunt acreditate de NATO.
Centrul conduce, de asemenea, proiecte de cercetare și dezvoltare, inclusiv în cooperare cu insitituții universitare.

### Structură
Instituția se află în Oradea, fiind localizată într-o veche cazarmă, respectiv în fosta clădire a unității de cercetare-diversiune din localitate. Pe lângă dotările specifice și sălile de curs, centrul dispune și de săli de conferințe, facilități de cazare, poligoane și spații de instruire adaptate activităților sale.
Se află sub autoritatea Comandamentului Aliat pentru Transformare⁠(en)[traduceți]. La activitatea centrului contribuie financiar și cu personal Cehia, Grecia, Polonia, Slovacia, Slovenia, Statele Unite ale Americii, Turcia și Ungaria.

## Răspunsul NATO la invazia rusă a Ucrainei din 2022
În contextul invaziei Rusiei în Ucraina din 2022 și al anulării posibilității de acces al ucrainenilor spre spre sud, România a devenit un element critic al securității, logisticii și supraviețuirii economice a Ucrainei, dat fiind rolurile sale de poartă de acces logistic către sud, furnizor de energie și canal de schimburi economice.
| “                                                    | O mare parte din logistica militară, de la muniție la echipamente grele, trece prin teritoriul său. Deschiderea de depozite, de baze de reparații și de centre de instruire este deja în curs de desfășurare. | ” |
| — Bohdan Popov (United Ukraine Think Tank), mai 2025 | |   |

Având caracter de ariergardă NATO pentru Ucraina și de structură de menținere a  profunzimii apărării ucrainene, România s-a constituit în cheia ariergardei operaționale a statului ucrainan actual, pe direcția sud-vest. În același timp, statul român exprimă o vulnerabilitate politică pe care Rusia încearcă să o exploateze în mod activ pentru a destabiliza regiunea Dunării prin operațiuni hibride⁠(en)[traduceți], mituirea elitelor locale și campanii de dezinformare. Un tablou complex care, include în România ascensiunea narativelor pro-ruse, retorica de partid și problemele dintre Republica Moldova și Transnistria, dau statului român un caracter atât de punct de sprijin strategic cât și de zonă de risc, pentru Ucraina.